# United Arab Emirates Football Association
Die United Arab Emirates Football Association ist der im Jahr 1971 gegründete Fußballverband der Vereinigten Arabischen Emirate. Der Verband organisiert die Spiele der Fußballnationalmannschaft und ist seit 1974 Mitglied im Kontinentalverband AFC sowie im Weltverband FIFA.

## Erfolge
- Fußball-Weltmeisterschaft

Teilnahmen: 1990
- Fußball-Asienmeisterschaft

Teilnahmen: 1980, 1984, 1988, 1992, 1996, 2004, 2007, 2011, 2015, 2019